# ゴルラーゴ
ゴルラーゴ（伊: Gorlago  ( 音声ファイル)）は、イタリア共和国ロンバルディア州ベルガモ県にある、人口約5,100人の基礎自治体（コムーネ）。

## 地理

### 位置・広がり
ベルガモ県のコムーネ。県都ベルガモから東へ12km、州都ミラノから東北東へ55kmの距離にある。

#### 隣接コムーネ
隣接するコムーネは以下の通り。
- ボルガレ
- カロッビオ・デッリ・アンジェリ
- コスタ・ディ・メッツァーテ
- モンテッロ
- サン・パオロ・ダルゴーン
- トレスコーレ・バルネアーリオ

### 地震分類
イタリアの地震リスク階級 (it) では、3 に分類される
。